# Ceraturgus nigripes
Ceraturgus nigripes är en tvåvingeart som beskrevs av Samuel Wendell Williston  1886. Ceraturgus nigripes ingår i släktet Ceraturgus och familjen rovflugor. Inga underarter finns listade i Catalogue of Life.